# Liste der Monuments historiques in Ceaux-en-Loudun
Die Liste der Monuments historiques in Ceaux-en-Loudun führt die Monuments historiques in der französischen Gemeinde Ceaux-en-Loudun auf.

## Liste der Objekte
| Bezeichnung                 | Beschreibung               | Standort                        | Kennzeichnung | Schutzstatus | Datum | Bild |
| --------------------------- | -------------------------- | ------------------------------- | ------------- | ------------ | ----- | ---- |
| Prozessionsfahne Saint Fort | Stoff, 19./20. Jahrhundert | in der Kirche Notre-Dame (Lage) | PM86001698    | Inscrit      | 2006  |      |